# Kivșîk, Nedrîhailiv
Kivșîk (în ucraineană Ківшик) este un sat în așezarea urbană Ternî din raionul Nedrîhailiv, regiunea Sumî, Ucraina.

## Demografie
Componența lingvistică a localității Kivșîk
     Ucraineană (97,87%)
     Rusă (2,13%)
Conform recensământului din 2001, majoritatea populației localității Kivșîk era vorbitoare de ucraineană (97,87%), existând în minoritate și vorbitori de rusă (2,13%).